# 天下繚乱RPG
『天下繚乱RPG』（てんかりょうらんRPG）は、2010年3月にJIVEから出版されたテーブルトークRPG。著者は小太刀右京。『アルシャード』シリーズや『天羅WAR』などと同じスタンダードRPGシステム（以下、SRS）を使用した時代劇RPGであり、同システムを開発したファーイースト・アミューズメント・リサーチ社の協力を得て制作された。
2021年6月に版元を新紀元社に変えた第2版が発売され、三輪清宗らチーム・バレルロールが著者名に加わった。第2版はサブクラスなどで変更がなされている。以下に紹介している内容は第1版のものである。

## 概要
江戸時代後期の化政時代を舞台とし、時代劇のヒーローをプレイヤーキャラクターとして勧善懲悪の活躍を楽しむゲームである。現実の化政時代を基調とするものの「時空破断」という時空の歪みが発生したことになっており、細部で異なっている（田沼意次が女性であるなど）。これによって史実の生没年にこだわらず、時代劇の著名人物を登場させることが可能であり、水戸黄門や遠山の金さん、新撰組といった時代の異なるヒーローを共闘させることもできる。また、史実と異なり、怨霊や鬼などの、世に害を為す「妖異」と呼ばれる存在が実在することになっており（ただし、滅多に出会えるものではないため、一般人でそのような存在を信じない者がいることは現実と同様である）、「英傑」と呼ばれるプレイヤーキャラクターの主な敵として立ちはだかる。

## システム
基幹システムにはSRSが採用されており、キャラクターの作成方法や行為判定はこれに準ずる。
他のSRS作品との間で互換性が担保されており、データを互いに導入することも可能である。特に『アルシャード』シリーズとはゲーム用語の一部が時代劇風に置き換えられているが（「加護」→「奥義」、「ブレイク」→「覚悟状態」、「クエスト」→「宿星」等）ほぼ完全互換である。このためもあってか、ルールブックの帯にはアルシャードのゲームデザイナーである井上純弌によりアルシャードの既存ユーザーに向けた推薦文が書かれている。

### キャラクターの作成方法
プレイヤーキャラクターの作成は、自由度の高いマルチクラス制となっている。キャラクタークラスを3つ選択することで、プレイヤーキャラクターのおおまかなアウトラインが決定される。これはSRSの標準のキャラクター作成ルールである。
クラスの選択によりキャラクターの能力値が自動的に決定される。また、クラスごとに専用の「特技」や「奥義」といわれる特殊能力が習得できる。
キャラクターのレベルは、選んだクラスのレベルの合計となるため、初期作成では3レベルとなる。

### 行為判定
行為判定は上方判定に属する。判定に使用されるのは六面体ダイス二つ（以後2d6と表記）である。
「2d6+能力値」で得た数値が行為判定の目標値以上ならば判定は成功となる。なお、2d6で出た出目が12ならばクリティカルが発生し、最終的な達成値に関わらず行為判定は自動成功する。
逆に出目が2ならばファンブルが発生し自動失敗の効果となる。これはSRSの標準のルールである。

### シナリオの進行
シナリオの進行にはシーン制が採用されている。
また、1回のセッションはオープニング、ミドル、クライマックス、エンディングの4つのフェイズに分けられ、1回のセッションで1本のシナリオを確実に消化することを目指す仕組みになっている。

#### 宿星
PCがゲーム内で目指すべき目的、すなわち勝利条件は「宿星」としてゲームマスター（以下、GM）より示される。アルシャードの「クエスト」と機能上、同等である。
宿星は【亡父の仇を討つ】【悪代官を懲らしめる】などというように具体的に明文化される。宿星はゲーム中の任意のタイミングにGMが特定のPCに提示するものとなっている。星や瑞兆などを通して示すこともできるため、様々なタイミングで提示することにより、GMは「PCがシナリオ内ですべき行動」についてキャラクター視点を超えた観点からヒントを与えることができる。
宿星を提示されたPCは、それを達成することでゲーム終了時に経験点を得る。

### 奥義
すべてのプレイヤーキャラクターはキャラクタークラスに応じた「奥義」と呼ばれる強力な力を持つ。これは『アルシャード』の「加護」と同等の力であり、セッション中の膠着状況を打破する切り札として機能する。基本的に「英傑」であるPCだけの持つ能力だが、一部のNPCも同じ力を有する。「奥義」の名称は「一刀両断」「鎧袖一触」「秋霜烈日」といった四字熟語となっており、その効果はアルシャードの「加護」に対応している。奥義は別の奥義によって打ち消しや相殺も可能であるため、どの時点でどの奥義を使用し、あるいは使用させない（無効化する）かの判断が戦術的に必要となる。

### 戦闘ルール

#### 位置
「エンゲージ」の概念が実装されているため、位置関係はある程度簡便に表現されるものの、武器の射程や移動距離、位置取りなどを配慮した戦術が必要となる。

#### 戦闘不能と覚悟状態
『天下繚乱RPG』では通常、ヒットポイントが0になっても戦闘不能になり行動が不能になるだけで即死はしない。この戦闘不能状態は戦闘終了時になれば自動的に回復する他、アイテムや特技でも回復ができる。
ただし、この戦闘不能状態で敵が殺意をもって「止めを刺す」と宣言すればキャラクターは死亡する。
また、英傑といわれる存在（プレイヤーキャラクターと一部のNPC）は、ヒットポイントが0になった瞬間に戦闘不能になる代わりに「覚悟状態」になることを選択できる。覚悟状態は瀕死になったときに発動する火事場の馬鹿力ともいえる能力ではあるが、デメリットも多くあり、戦闘不能を選んだ方が生存率自体は上がることも多い。戦闘不能を選ぶか覚悟状態を選択するかの駆け引きも重要となる。

## 世界設定

### 化政時代
ゲームの舞台となるのは江戸時代後期の江戸の町である。ゲーム中ではこの時代を「化政」と呼んでいる。史実においても文化・文政期（西暦でいえば19世紀初頭）を「化政時代」と呼ぶが、このゲームの化成時代は歴史的に正しい江戸時代後期というよりも「テレビ時代劇で良く見るようなフィクション化された江戸時代」である（時代劇#時代考証も参照）。化政時代は表向きは天下泰平であるが、裏では悪代官や悪徳商人が私腹を肥やし、忍者や外国の密偵が情報合戦を繰り広げ、人知れずところで妖異と英傑の戦いが繰り広げられている時代である。
アルシャードガイアRPGのリプレイ『翼の折れた愛と青春』において小太刀は、デザインの段階では化政時代が現代より未来である可能性もあったと示唆している。

### 時空破断
時空破断は化政時代の富士山の突然の噴火によりはじまった。ほぼ時を同じくして、北欧のアイスランドのラキ火山、南太平洋ポナペ島沖の海底火山も噴火し、この結果地球全土で時空の歪みが発生したのである。時空破断の影響により、過去もしくは未来から様々な「客人（まろうど）」がやってくるようになった。そして、その中には閻羅王と呼ばれる妖異の長たちもいた。
時空破断を修復するには世界のどこかにある伝説の神刀「村雨丸（むらさめまる）」が必要であり、これを探し出すことが本ゲームのプレイヤーキャラクターの究極的な目的となっている。

### 妖異
妖異（ようい）とは人々の恐怖と悲しみに惹かれて現れる怪物たちのことをいう。妖怪とは似て非なるものであり、妖怪が怪異を具現化したものならば、妖異は純粋な邪悪が具現化されたものである。ただし、いわゆる妖怪として現代に伝わっているものの中にも妖異はいるとされており、「邪悪な妖怪＝妖異」と考えてもさしつかえない。
妖異は人間や妖怪に憑くこともでき、妖異に憑かれた者は「羅刹（らせつ）」と呼ばれる。羅刹は超人的な力を持ち、多くはそれにおぼれて欲望の限りに悪事を尽くす。羅刹となった人間や妖怪の中には自発的に妖異に魂を売ったものもいるが、無自覚のうちに妖異に憑かれるものもいる。
人間と妖異との戦いははるか過去から歴史の影で行われている。宿星によって妖異と戦うことを宿命づけられた者を「英傑（えいけつ）」と呼ぶ。英傑は本人が望む望まざるに関わらず、妖異が関わる事件に巻き込まれる運命にある。本ゲームのプレイヤーキャラクターは原則的に英傑である。
社会の安定のため妖異の存在は公にはなっておらず時の政権により隠されている。時空破断という大事件がおきた化政時代でも、無用な混乱を避けるため妖異の存在は公には公表されていない。妖異という概念は知られていなくても、悪い妖怪や怨霊などの伝説は民衆に語り継がれている。それらの伝説の中には実際には妖異のことを語っているものもある。これらの伝説を信じるか信じないかは人それぞれである。

### 閻羅王
閻羅王（えんらおう）は妖異の長と呼ばれる存在である。閻羅王は人間や妖怪の中で強い欲望と憎悪に満ちたものが生まれ変わると言われている。そして世界を自らの欲望によって塗り替えることを目的にしているために現れる。世界をどう塗り替えたいかは閻羅王により異なる。閻羅王は数百年に一度出現する。複数人が同時に出現するのは稀なことのようである。
化政時代には時空破断の影響で、過去に存在した5人の閻羅王（菅原道真、白面の君、由井正雪、天草四郎時貞、織田信長）が同時に日本にやってきている。その後もほかの閻羅王が復活している。この結果、妖異の活動はかつてないほど活発になり、羅刹も数多く生まれつつある。
ただし、この5人の閻羅王たちは本人そのものではなく、閻羅王がいる本来の時代から送り込まれた分身である。化政時代の日本には天海僧正が張った結界が機能しており、閻羅王本体の出現を抑えているのである。一方で閻羅王の部下である妖異や羅刹たちは閻羅王を完全復活させるために各地で霊的な結界を破壊している。

### 時の旅人たち
「時空破断」により、化政時代には過去や未来の人間たちがやってきており、歴史にさまざまな影響を与えている。その中でも化政時代に最も大きな影響を与えているのが第14代征夷大将軍・徳川家茂である。化政時代から数十年後の「幕末」の時代からやってきた家茂は時空破断の黒幕である。彼は公武合体後の死の床で、倒幕後の日本が壮絶な内乱に突入し、その果てに世界最終戦争が勃発し日本が滅亡することを幻視した。それを防ぐために彼は妖異に魂を売り、「明治時代」を迎えさせないように歴史を変えるために時空破断を起こさせたのである。しかしその結果、5人の閻羅王という別の脅威を日本に迎え入れてしまったことに家茂は苦慮しており、同じく時空を越えてきた新撰組を使って妖異に対抗している。

### 諸外国の動向
化政時代の日本はすでにフェートン号事件が勃発した後の世であり、諸外国は鎖国状態の日本を開国させるべく暗躍を続けている。
また、「時空破断」は地球規模で起こったものであり、世界中で様々な異変が起きている為、事件の中心である日本に対して多くの国家が注目をしている。ロシア皇帝・エカテリーナII世は妖異に魅入られエルダーヴァンパイアと化し、極東への進出を狙っている。フランス皇帝失脚後のナポレオン・ボナパルトは「ラプラスの魔」によって村雨丸の存在を探知し、密かに日本に渡って浅草下町に潜伏している。アメリカ合衆国海軍長官・ベンジャミン・W・クラウニンシールドは日本における妖異の動向を掴むため、多くの密偵を潜入させている。清朝は空飛ぶギロチンを操る暗殺者を日本に送り込んでいる。江戸時代初期から暗躍している豊臣残党は密貿易を通じてイスパニアやロシアの援助を受け、強大な軍事力を蓄えている（堕天使ルシファーの生まれ変わりである閻羅王・天草四郎時貞の反乱も裏ではイスパニアと結んだ豊臣残党の影響力があった）。また、化政時代に現れた閻羅王・織田信長には清朝に追われた明の遺臣、故郷を追われたインカの王族、マウリの酋長なども味方しているという。

### 著名人の扱い
上述までの内容を見ればわかるようにゲーム中には多数の実在、架空問わない歴史上の著名人が、著者（そしてプレイヤー）独自の解釈で登場し、関わっている。一例として、シャーロック・ホームズがライヘンバッハの滝から転落した際に化政時代に迷い込み、三河町の半七から兄貴分として慕われている、などである。パーソナリティーが詳細に紹介されている人物が幅広く用意されているだけでなく、各章の冒頭に挿入される名言録などでも、様々な著名人の存在が示唆されている。
その一方で、ゲームを実際に遊ぶユーザーたちが歴史上の著名人を別の解釈で登場させることも推奨されている。必要に応じて公式のキャラクター設定を変更しても良いと明記されているだけでなく、基本ルールブックには「今後発表される公式のリプレイやシナリオ等には一切登場させない」とされる著名人物のリストがあらかじめ用意して有り、これもまた幅広い人物が列挙されている。これらの人物はユーザーがプレイヤーキャラクターとして使うこともできるし、GMがNPCとしてまったく独自の解釈をして登場させても良いという形になっている。

### ステージ
天下繚乱RPGでは、『ダブルクロス』にて発表されたステージの概念が実装されている。上記の舞台設定を「基本ステージ」とし、それとは異なった時代／場所／背景を持つ舞台が「拡張ステージ」として用意されている。2012年2月の時点で、4つの拡張ステージが提供されている。
戦国遼遠
サプリメント『時空破断』で提供。
戦国時代、本能寺の変前夜の頃を舞台とした、基本ステージの過去に当たるステージ。このステージではいくさ人はサブクラス扱いとなり、逆に蘭学者は客人クラス扱いとなる。
化政学園の冒険!!
サプリメント『時空破断』で提供。
明治維新が発生せず、1989年の敗戦まで徳川幕府が存続していた現代東京を遊ぶステージ。日本は超巨大企業「アマツミカボシ・コーポレーション」に支配され、混迷の度を深めていた。そんな中で、PCたちは上野の山に作られた超巨大全寮制高校「化政学園」の生徒となり、なぜか江戸時代の有名人と同じ名前の職員や生徒とともに、学園の平和を守り、満喫することになる。このステージでは江戸っ子および未来人は客人クラスとしては扱わない。
明治英傑伝
サプリメント『時空破断』で提供。
英傑たちが妖異に敗北した明治時代を舞台とした、基本ステージの暗い未来を扱うステージ。明治政府は妖異に支配され、基本ステージで英傑たちの後ろ盾になっていた組織はほぼ壊滅してしまった。英傑たちは最後の希望である「村雨丸」を求めて、政府の英傑狩りや暗殺者に対抗していく。このステージでは、維新志士、新撰組、ハイカラはサブクラスとして扱う。基本的にいくさ人と未来人、アストロノーツは存在せず、天下人は使用することができない。
宇宙英傑伝
リプレイ『天下繚乱ギャラクシー』で提供。
数万年後の未来、銀河系全域に広がった徳川幕府を舞台として、宇宙海賊、豊臣残党や宇宙人、そして異次元生命体「妖異」の驚異から人々を護る宇宙英傑となるステージ。ワープ航法やレーザーブレードなど、SFなギミックが用意されているが、実体は宇宙空間でのチャンバラ活劇である。サブクラスとしてアストロノーツが使用できる。

## キャラクタークラスと奥義
各クラスの元ネタについて、史実や時代劇上での取り扱いは、リンク先を参照のこと。

### 基本クラス
青龍
奥義：一刀両断。青龍の加護を受けた、単体の敵を打ち倒すことに長けた基本クラス。
朱雀
奥義：破邪顕正。朱雀の加護を受けた、多数の敵を撃破することに長けた基本クラス。
白虎
奥義：起死回生。白虎の加護を受けた、味方の盾となり守ることに長けた基本クラス。
玄武
奥義：天佑神助。玄武の加護を受けた、他者を導き指揮することに長けた基本クラス。

### サブクラス
陰陽師
奥義：広大無辺。陰陽五行説を元にした陰陽道を扱う魔術師
鬼神衆
奥義：一蓮托生。鬼の血を引き、人を救うため妖異と戦う、もうひとつの“武士”。
剣客
奥義：剣禅一如。剣により功名を遂げんとする武芸者。
仕事人
奥義：光芒一閃。晴らせぬ恨みを人々に成り代わり復仇する闇の始末人。
神職
奥義：至誠如神。神道などの日本に住まう神々を信仰する民草の癒し手。
天下人
奥義：鎧袖一触。征夷大将軍や町奉行など高貴の者で、しばしば庶民に身をやつし世を正す。
忍者
奥義：妙計奇策。ただひとつの忍法をひたすら極め、素性を秘して一朝事に備える忍びの者。
妖怪絵師
奥義：秋霜烈日。古今の妖怪を活写する彼らの筆にかかると、妖画から妖怪たちは実体化する。
蘭学者
奥義：驚天動地。西洋の最先端科学を修める江戸時代のマッドサイエンティスト。
異邦人
奥義：千変万化。客人クラス。西洋人、中国人、アイヌ人ら、様々な異民族や別時代人を表現する。
いくさ人
奥義：疾風怒涛。客人クラス。超人的戦闘能力を持った戦国時代の武士が、時空破断により化政の世に甦る。戦国時代を舞台にした場合、客人ではなくなる。
新撰組
奥義：粉骨砕身。客人クラス。幕末の世から時空破断によって、化政の世に遡行した剣士集団。
妖怪
奥義：不惜身命。種族クラス。幽霊や神までも含め、天地日月の精気などが形をなした者。
影忍
奥義：無影無踪。異能を操る忍者とは異なり、物理的鍛錬による能力で諜報活動を行うスパイ、エージェントの類。
巨神
奥義：一気呵成。巨大なる神ないしは、それと交感し、その力を操る者。
天狗
奥義：不惜身命。種族クラス。山中の閉鎖的な里に住まい、天を翔ける自然の守り手。
渡世人
奥義：金城鉄壁。博徒やヤクザなどの無法者。度胸と侠気でしばしば弱きを助ける。
退魔僧
奥義：秋霜烈日。インド呪術の流れを汲む法力によって妖怪・妖異を打ち滅ぼす仏教僧。
未来人
奥義：黄龍顕現。未来から時空破断の影響でやってきた「現代人」。未来の品物や銃器などを使用できる。
江戸っ子
奥義：金城鉄壁。客人クラス。江戸生え抜きの粋といなせで、弱者のために立ち上がる心意気の者。
十手持ち
奥義：妙計奇策。同心や岡っ引き、火盗改などに所属し、公権力をふるう捜査官。
維新志士
奥義：粉骨砕身。客人クラス。幕末期に国事に奔走した志士が時空破断で化政時代に遡行した者。
黄泉還り
奥義：千変万化。種族クラス。魔界より脱走した死者の魂などが、現世に帰還した者。
切支丹
奥義：至誠如神。戦国時代に日本に伝来したキリスト教徒の中でも、実際に奇跡を起こす力を得た者。
人狼
奥義：疾風怒涛。種族クラス。狼に変じる人間、あるいは人に変じることができる狼等を表す。鍋島家等がこの一族で、苛烈な戦いを好む。
武侠
奥義：剣禅一如。客人クラス。清国にて鍛えられた功によって己の肉体のポテンシャルを超えた者。
ヴァンパイア
奥義：傾城傾国。種族クラス。吸血鬼、基本的に敵役として設定されたNPC推奨クラス。『血族』の名前や設定は著者の別作品『異界戦記カオスフレア』と共通する部分が多い。
幻術使い
奥義：千変万化。強力な幻術でもって大蝦蟇を呼び出したり、世界の理さえも書き換える者。主に講談で語られる忍者。
サイボーグ
奥義：疾風怒濤。未来の技術や優れた蘭学により、肉体を機械に置き換えた者。
ハイカラ
奥義：千変万化。客人クラス。明治時代に暮らす先進的な考えを持つ者。バンカラもここに含まれる。明治時代を舞台にした場合、客人ではなくなる。
アストロノーツ
奥義：驚天動地。客人クラス。徳川家による統治がはるか未来まで続き、宇宙に及んだ「アフター・イエヤス」時代において、銀河を駆ける宇宙船乗り。宇宙英傑伝ステージでは基本クラスとして取得可能。明治ステージでは取得不可。
力人
奥義：剣禅一如。鍛えあげられた肉体をもち、素手で戦う者。
白浪
奥義：神出鬼没。盗みを生業とする誇り高き職業犯罪者。
秘剣使い
奥義：一気呵成。「秘剣」と称される尋常ならざる奥義を会得した者。
遊芸者
奥義：気韻生動。様々な芸能によって奇跡を起こす者。
マタギ
奥義：千変万化。英傑の宿星に導かれた狩猟者。妖異を狩る山の民。
からくり人
奥義：一蓮托生。種族クラス。人と同じ心を持つ人工生命。
土蜘蛛
奥義：天網恢恢。種族クラス。蜘蛛に変じる人間、あるいは人に変じることができる妖怪蜘蛛。零落した太陽神の眷属。
海賊
奥義：一気呵成。海において己の信念や独自の法にしたがって生きるアウトロー。宇宙英傑伝ステージでの宇宙海賊もこのクラスであらわされる。
異能者
奥義：至誠如神。超能力や神通力と呼び表される仕組みの分からない力を操る者たち。公式サイトで10レベルまでのデータが公開されている。

## 製品一覧

### ルールブック・サプリメント
天下繚乱RPG
基本ルールブック。江戸のワールドガイド。ISBN 978-4-86176-759-3
京洛夢幻 Supplement：天下繚乱RPG
20レベルまでの追加データと京都のワールドガイド。ISBN 978-4-86176-788-3
江戸絢爛 Supplement：天下繚乱RPG
追加データと江戸の庶民生活のガイド。シナリオクラフト。ISBN 978-4-86176-809-5
太閤幻想 Supplement：天下繚乱RPG
キャンペーンシナリオ。長崎・大坂・清帝国のワールドガイド。ISBN 978-4-86176-851-4
国士無双 Supplement：天下繚乱RPG
神仏にいたるための超高レベルデータブック。ISBN 978-4-86176-858-3
時空破断 Supplement：天下繚乱RPG
時空破断によって歴史が改変された別時代を扱うステージ・サプリメント。戦国、明治、現代の三つを紹介。ISBN 978-4-86176-876-7
快刀乱麻 Supplement：天下繚乱RPG
ユーザ投稿を元にした追加データ集。ISBN 978-4-86176-888-0

### リプレイ

#### 妖異暗躍譚シリーズ
- 白梅の鮮華 Replay：天下繚乱RPG　ISBN 978-4-86176-764-7
- 紅梅の残月 Replay：天下繚乱RPG　ISBN 978-4-86176-766-1
- 青梅の幽香 Replay：天下繚乱RPG　ISBN 978-4-86176-802-6
- 黄梅の繚花 Replay：天下繚乱RPG　ISBN 978-4-86176-815-6

#### 女子高生江戸日記シリーズ
- 女子高生江戸日記 Replay：天下繚乱RPG　ISBN 978-4-86176-825-5
- 続 女子高生江戸日記 Replay：天下繚乱RPG　ISBN 978-4-86176-847-7

#### 義経変生譚シリーズ
- 義経変生譚1 Replay：天下繚乱RPG　ISBN 978-4-86176-868-2
- 義経変生譚2 Replay：天下繚乱RPG　ISBN 978-4-86176-878-1
- 義経変生譚3 Replay：天下繚乱RPG　ISBN 978-4-86176-898-9

#### 天下繚乱ギャラクシーシリーズ
- 天下繚乱ギャラクシー －見参、銀河卍丸－ Replay：天下繚乱RPG（『時空破断』を補完するステージ・サプリメントも兼ねる。ステージ「宇宙英傑伝」を収録）　ISBN 978-4-86176-885-9
- 天下繚乱ギャラクシー2 －卍丸vs宇宙海賊クリスタル妖異－ Replay:天下繚乱RPG ISBN 978-4-86176-893-4

#### その他
- 大江戸妖怪絵巻 －雀と少女と名探偵－ Replay：天下繚乱RPG　ISBN 978-4-86176-842-2
- 決戦！ 本能寺 －新撰組、参る－ Replay：天下繚乱RPG　ISBN 978-4-86176-859-0
- 化政学園の冒険！！ プリンセス・トクガワ Replay：天下繚乱RPG　ISBN 978-4-86176-884-2